# Дунаевская, Татьяна Вениаминовна

Татьяна Вениаминовна Дунаевская (23 июля 1932, Ленинград — 2 апреля 2018, там же) — советский и российский театральный режиссёр. Заслуженный деятель искусств Российской Федерации (2006).

## Биография
В 1958-м году с отличием окончила режиссёрский факультет ЛГТИ им. А. Н. Островского (курс Л. С. Вивьена).
По окончании Театрального института осуществила ряд постановок в театрах Петрозаводска, Куйбышева, Ульяновска.
В конце 60-х годов преподавала на курсе Г. А. Товстоногова.
С 1970-го по 1987 год возглавляла Отдел по художественному воспитанию детей и юношества Ленконцерта.
Режиссёр-постановщик Новогодних ёлочных представлений для старшеклассников (1972—1985 гг)
— ДС «Юбилейный», г. Ленинград
Занималась постановкой концертных программ в Ленинградском Дворце пионеров им. А.Жданова, 1975—1977
Ленинградской академической Капелле им. М. И. Глинки, 1974
Киевском Дворце спорта и Концертном зале «Украина», 1979
Концертном зале им. П. И. Чайковского и Концертном зале «Россия», Москва, 1979
В 1986-м году в Санкт-Петербурге по инициативе Татьяны Дунаевской была создана Филармония для детей и юношества, единственная в России.
В 1989—1995 годах осуществила ряд постановок в драматических театрах Москвы, Ульяновска, Димитровграда.
В 2006-м году Указом Президента РФ присвоено высокое звание «Заслуженный деятель искусств Российской Федерации» (Указ от 15.02.2006 года).
В 2008-м году написала книгу «Судьба режиссёра».
Ушла из жизни 2 апреля 2018 года.
Похоронена на Смоленском кладбище Санкт-Петербурга.

## Личная жизнь
Татьяна Дунаевская дважды выходила замуж:
1955—1959 за Хлопотова Александра Анатольевича, заслуженного артиста РСФСР, актёра ленинградского театра им. Ленинского комсомола
1964—1983 за Чинёнова Павла Владимировича, руководителя отдела ленинградского Горспорткомитета
Во втором браке родился сын Дмитрий (1965 г.р.), в настоящее время работает преподавателем и бизнес-консультантом
С 1993 по 2016 год состояла в гражданском браке с Никитиным Кириллом Александровичем, инженером-кораблестроителем

## Творчество

### Постановки в театре
ТЮЗ, г. Горький 1958
«Сомбреро» С.Михалкова (диплом)
Дом офицеров, г. Петрозаводск 1959—1960
«Якорная площадь» И.Штока
Народный театр при Клубе совпрофа, г. Петрозаводск 1959—1960
«Карточный домик» О.Стукалова
«Походный марш» А.Галича
Музыкально-драматический театр Карельской АССР, г. Петрозаводск 1958—1961
«Блудный сын» Э.Раннета
«Трасса» И.Дворецкого
«Два цвета» А. Г. Зака и И. К. Кузнецова
«Шестой этаж» А.Жери
«Неравный бой» В.Розова
«Четверо под одной крышей» М.Смирновой и М.Крайндель
«До самой далекой планеты» Э.Воронина
«Проводы белых ночей» В.Пановой
Финский драматический театр, г. Петрозаводск 1961
«Безупречная репутация» М.Смирновой и М.Крайндель
Областной драматический театр И. А. Гончарова, г. Ульяновск 1962—1963, 1992
«Угрюм-река», инсценировка Медведева
«Один год» Ю.Германа и Ю.Реста
«Золотой мальчик» К.Одетса
«Улыбнись, Света!» Б.Рацера
«Опаснее врага» Д.Аля и Л.Ракова
«Шестой этаж» А.Жери
Академический театр драмы им. М.Горького, г. Куйбышев 1963—1965
«Рассудите нас, люди!» А.Андреева
«Милый лжец» Дж. Килти
«И вновь встреча с юностью» А.Арбузова
«Белоснежка и семь гномов» О.Табакова
«В день свадьбы» В.Розова
Театр им. Моссовета, г. Москва 1989—1990
«На Золотом озере» Э.Томпсона
Драматический театр им. А. Н. Островского, г. Димитровград 1993, 1995
«Без вины виноватые» А. Н. Островского
«За зеркалом» Е.Греминой

### Постановки вГосударственной филармонии для детей и юношества, г. Санкт-Петербург
«Поэт и Натали», литературно-музыкальная композиция Т.Дунаевской, 1999
«Страсти по Варваре» О.Павловой-Кучкиной, 2000
«Гёте и Фауст», литературно-музыкальная композиция Т.Дунаевской, 2001
«Песня любви», литературно-музыкальная композиция Т.Дунаевской, 2001
«Душа Петербурга», литературно-музыкальная композиция Т.Дунаевской, 2002
«Обыкновенная история» по И. А. Гончарову, инсценировка Т.Дунаевской, 2003
«История любви», литературно-музыкальная композиция Т.Дунаевской, 2004
«Асин капитан» по В.Кондратьеву, инсценировка Т.Дунаевской, 2005
«Горе от ума» А. С. Грибоедова, 2006—2007
«Каштанка» А. П. Чехова, инсценировка Т.Дунаевской, 2011